# Karl-Heinz Leue
Karl-Heinz Leue (* 18. Juli 1920 in Tangerhütte) war ein deutscher Gebrauchsgrafiker und Fachschullehrer.

## Leben und Werk
Leue absolvierte von 1937 bis 1940 eine Lehre als Lithograf. Anschließend studierte er bis 1945 Grafik an der Magdeburger Meisterschule des Deutschen Handwerks. Zumindest in der Zeit um 1950 lebte er in der Holsteiner Straße 4 in der Siedlung Westerhüsen. Er war dann bis 1954 in Magdeburg freischaffend als Gebrauchsgrafiker tätig. Neben seiner „Brotarbeit“ betätigte er sich immer auch als Maler und Zeichner, vor allem als Aquarellist. Von 1954 bis 1963 war Leue Lehrer für Gebrauchsgrafik an der Fachschule für angewandte Kunst Magdeburg. Er führte einen systematischen gebrauchsgrafischen Unterricht ein. Zu seinen Schülern gehörten u. a. Heinz Israel, Gerhard Knespel, Gerhard Lahr und Rudolf Purke.
Danach arbeitet Leue in Magdeburg wieder freischaffend. Er war Mitglied des Verband Bildender Künstler der DDR und wurde 1982 mit der Verdienstmedaille der DDR geehrt.

## Werke (Auswahl)

### Gebrauchsgrafik
- Große Leipziger Kanuregatta (1949, Entwurf für ein Plakat)
- Schiffsdieselmotor GVD 36/30 AL (wissenschaftliche Grafik; auf der VIII. Kunstausstellung der DDR)[2]

### Arbeiten als freier Künstler
- Bördelandschaft (1946, Aquarell, ca. 13 × 21,5 cm)[3]

### Architekturbezogene Werke
- Wandbild (Möckern, damalige Zentralschule; mit Ernst Seifert (1922–1976))[4]

## Ausstellungen
- 1977/1978 und 1982/1983: Dresden, VIII. und IX. Kunstausstellung der DDR
- 1974, 1979 und 1984: Magdeburg, Bezirkskunstausstellungen
- 1977: Magdeburg („Gebrauchsgrafik in Magdeburg“)
- 1987: Magdeburg (Personalausstellung)